# Пирати са Кариба: Салазарова освета
Пирати са Кариба: Салазарова освета (енгл. Pirates of the Caribbean: Dead Men Tell No Tales) је амерички фантастично-авантуристички филм из 2017. године, који су режирали Јоаким Ренинг и Еспен Сандберг према сценарију који је написао Џеф Нејтансон, док је продуцент филма био Џери Брукхајмер. Пето је остварење у серијалу Пирати са Кариба и самостални је наставак филма Пирати са Кариба: На чудним плимама (2011). Главне улоге у филму тумаче Џони Деп, Хавијер Бардем, Брентон Твејтс, Каја Скоделарио, Кевин Макнали и Џефри Раш. Прича прати капетана Џека Спароуа док тражи Посејдонов трозубац да би победио Арманда Салазара, који је одлучан да убије сваког пирата на мору и освети се Џеку што је заробио њега и његову посаду духова у Ђавољем троуглу. Џеку се придружују млади морнар Хенри Тарнер, млада астрономка Карина Смит, као и његова посада у покушају да победе Салазара.
Редитељи су цитирали први филм из серијала, Пирати са Кариба: Проклетство Црног бисера (2003), као инспирацију за сценарио и тон Салазарове освете. Претпродукција овог наставка почела је недуго пре него што је филм На чудним плимама изашао 2011. године, а Тери Росио је испрва писао сценарио. Почетком 2013. Нејтансон је унајмљен да направи нови сценарио, а Џони Деп је такође био укључен у процес писања. Испрва је било планирано да филм изађе 2015, али су га проблеми са сценаријем и буџетом одложили прво за 2016, а потом за 2017. годину. Снимање је почело у фебруару 2015. у Аустралији, након што је аустралијска влада понудила студију порески подстицај, а завршено је у јулу исте године.
Филм је премијерно приказан 11. маја 2017. у Шангају, док је у америчким биоскопима објављен 26. маја исте године. Наишао је на углавном негативне реакције критичара и зарадио преко 795 милиона долара широм света.

## Радња
Више од дванаест година након битке у Калипсином вртлогу, дванаестогодишњи Хенри Тарнер се укрцава на Летећег Холанђанина и обавештава свог оца, Вила, да проклетство које везује Вила за Холанђанина и дозвољава му да крочи на копно само једном сваких десет година може прекинути Посејдонов трозубац. Хенри намерава да регрутује капетана Џека Спароуа да му помогне да га пронађе, али Вил верује да је то немогуће и наређује Хенрију да оде. Вил и Холанђанин тада нестају у мору, али Хенри се заклиње да ће пронаћи Џека и трозубац.
Девет година касније, Хенри је морнар у Краљевској морнарици. Његов брод упловљава у натприродни Ђавољи троугао и наилази на олупину Тихе Марије, чија сабласна посада предвођена шпанским ловцем на пирате, капетаном Армандом Салазаром, убија морнаре, али оставља Хенрија као јединог преживелог како би могао да пренесе поруку Џеку, који их је заробио у Троуглу пре неколико деценија, нехотице их проклевши као немртве.
На Светом Мартину, млада астрономка по имену Карина Смит осуђена је на смрт због наводног вештичарства, али бежи и пут јој се укршта са Џеком док он и његова посада планирају пљачку банке. Џек касније мења свој компас за пиће, а овај чин уништава Ђавољи троугао и поново ослобађа Салазара и његову посаду. Карина сазнаје да Хенри тражи локацију трозупца и нуди му помоћ користећи дневник њеног непознатог оца. Карина и Џек одуговлаче процес погубљења, али беже уз помоћ Хенрија и Џекове посаде, испловљавајући на Умирућем галебу. Карина дешифрује трагове у свом дневнику, откривајући да ће их звезде довести до острва где је сакривен трозубац.
У међувремену, капетан Хектор Барбоса чује од своје посаде да је оживљени капетан Салазар убио неколико пирата на мору и да уништава његову флоту. Барбоса покушава да избегне смрт нудећи му помоћ у проналажењу Џека, и сазнаје да би га трозубац могао одвести до „блага”. Салазар пристаје, желећи да се освети Џеку. Салазар прогони Умирућег галеба, приморавајући Џека, Хенрија и Карину да побегну на једно острво, откривајући да Салазарова посада не може да иде на копно. Барбоса се удружује са Џеком, враћајући му компас и враћајући минијатуризовани Црни бисер у првобитну величину. Настављају пут до острва, а Барбоса поново преузима команду над Црним бисером. Током путовања, Џек и Барбоса схватају да је Карина Барбосина давно изгубљена ћерка.
Црни бисер се приближава острву трозупца и избегава ратни брод Краљевске морнарице све док га Тиха Марија не уништи пре него што се Црни бисер насука на острво. Џек, Барбоса и Карина користе магију острва да раздвоје океан што отвара пут до трозупца на дну океана. Салазар хвата Хенрија и запоседа га да хода по дну океана и узме трозубац. Када то уради, Хенрију је враћено његово тело, а Џек одвлачи пажњу Салазара, дозвољавајући Хенрију да уништи трозубац, разбијајући све морске клетве и враћајући Салазарову посаду у живот. Међутим, уништење трозупца доводи до тога да се подељено море затвори на њих. Црни бисер спушта своје сидро како би подигао групу на сигурно, али Салазар их прогања, још увек решен да убије Џека. Карина схвата да је Барбоса њен отац када примети тетоважу на његовој руци која је идентична насловној страни дневника. Барбоса се жртвује да убије Салазара, дозвољавајући осталима да побегну.
Нешто касније, Хенри и Карина стижу до Порт Ројала, где се појављује Вил, ослобођен Холанђанина. Његова супруга Елизабет Свон појављује се неколико тренутака касније и породица Тарнер је поново на окупу. Хенри и Карина се љубе. Џек посматра са Црног бисера пре него што отплови ка хоризонту, поново као капетан, водећи са собом Барбосиног мајмуна Џека.
У сцени после одјавне шпице, Вил и Елизабет спавају у свом кревету, када се Дејви Џоунс појави у њиховој соби. Када се спрема да зада ударац, Вил се буди и не налази никога у соби. Под претпоставком да је имао ноћну мору, враћа се на спавање, несвестан мокрих шкољки на поду.

## Улоге
| Глумац          | Улога                   |
| --------------- | ----------------------- |
| Џони Деп        | капетан Џек Спароу      |
| Хавијер Бардем  | капетан Армандо Салазар |
| Брентон Твејтс  | Хенри Тарнер            |
| Каја Скоделарио | Карина Смит             |
| Кевин Макнали   | Џошами Гибс             |
| Џефри Раш       | капетан Хектор Барбоса  |
| Стивен Грејам   | Скрум                   |
| Орландо Блум    | Вилијам „Вил” Тарнер    |
| Кира Најтли     | Елизабет Свон-Тарнер    |